# انتخابات پارلمانی رواندا (۲۰۱۸)
انتخابات پارلمانی رواندا (۲۰۱۸) (انگلیسی: Rwandan parliamentary election, 2018) در ماه سپتامبر در رواندا برگزار شد.

## نظام انتخاباتی
انتخابات مجلس نمایندگان که دارای ۸۰ کرسی است با نظام دومرحله‌ای انجام می‌گیرد. ۵۳ کرسی با رأی مردم تعیین می‌شوند، توسط نمایندگی متناسب براساس فهرست بسته ۵درصد انتخاب می‌شوند. ۲۴ نماینده زن نیز از سوی جامعه محلی (۶ کرسی از استان‌های شرقی، جنوبی و غرب، ۴ کرسی از استان شمال و ۲ کرسی از کیگالی) و سه نماینده هم از سازمان‌های معلولان و جوانان معرفی می‌شوند. دوره نمایندگی آنها پنج سال است.